# Либертарианство
Либертарианството (понякога и като либертарианизъм, на английски: libertarianism; от френската дума за свобода на френски: Liberté) е термин, използван от широк спектър  от политически философии, които са за максимално увеличаване на индивидуалната свобода  и колективната свобода. Либертарианците прегръщат гледни точки от този спектър, като се започне от анархистки до минархистки възгледи .
Либертарианството е политическа идеология защитаваща естествените права – право на живот, лична свобода, право на доброволно сдружаване и стремеж към щастие. В основата на либертарианството е забраната за насилие върху индивида; защитата на личната свобода, решенията и действията на индивида, когато това не накърнява правата на друг индивид или група.
Либертарианството обхваща широк спектър от политически идеи, част от които са в силно противоречие помежду си. Термина либертарианци се използва от анархисти, привърженици на бездържавния социализъм, автономистки марксисти, а и от привърженици на свободния пазар, анархо-капиталисти, минархисти и други. Общото между тях е критиката на държавата.
Терминът „либертарианство“ първоначално се отнася до философски убеждения относно „свободната воля“, а по-късно започва да се свързва с антидържавен социализъм и политическите движения, повлияни от Просвещението, критични към институционалната власт, която според тях служи като форма на социално господство и несправедливост. Докато като цяло терминът запазва своето политическо използване като синоним на всяка социална или индивидуалистична форма на анархизма, в САЩ той започва да се използва преобладаващо за описание на про-капиталистическия икономически либерализъм, а не на радикалния, антикапиталистически егалитаризъм.

## Форми на либертарианство
- Анархизъм
- Ляво либертарианство
- Либертарен социализъм
- Либертарен трансхуманизъм
- Анархо-капитализъм, индивидуален анархизъм
- Минархизъм

## Съвременно либертарианство
Либертарния социализъм се радва на голям обществен интерес сред западните нации през 1960-те и 1970-те години. Анархизмът е влиятелен в контракултурата от 1960 и анархисти участваха активно студентските и работнически бунтове в края на шейсетте.  В 1968 г. в Карара, Италия по време на международна анархистка конференция е основан Интернационала на Анархистките Федерации. В него влизат трите съществуващи европейски федерации на Франция, Италия и Иберийската федерация на анархистите, както и Българската Федерация на анархистите в изгнание (основно във Франция).
Въстанията през май 1968 също доведоха до възраждане на интереса към левите комунистически идеи. Различни малки леви комунистически групи се появиха по целия свят, предимно във водещите капиталистически страни. През 1976 г. започна серия от конференции на комунистическата левица с цел насърчаване на международния диалог, но те постепенно започнаха да намаляват до 1980 г., без да допринесат съществено за развитието на движението или неговото идейно единство. Днес съществуват много леви анархистки, комунистически и антиавторитарни групи по цял свят. Жилищната криза и безработицата в по-голямата част от Западна Европа доведе до образуването на комуни и скуотове (незаконно окупирани сгради превърнати в социални центрове служещи за настаняване, развитие на изкуства и организация на протести), като тези нелегални движения са най-разпространени в Испания, Германия и Гърция. В Дания скуотъри превзеха стара военна база и обявиха създаването на автономно селище, наречено „Християния“ в центъра на Копенхаген.
Около началото на 21 век, либертарния социализъм доби още по-голяма популярност и влияние като част от антивоенните, антикапиталистически и алтерглобалистки движения. Анархистите са основните организатори на протестите срещу срещите на Световната търговска организация (СТО), Групата на осемте (Г-8), и на Световния Икономически Форум. Някои анархистки фракции в тези протести, участват в безредици, унищожаване на собственост, и насилствени сблъсъци с полицията. Тези действия се организират по конкретен повод, без водач, от анонимни групировки, известни като черни блокове (блек блок); други организационни тактики разработени по това време включват култура на сигурността, създаване на афинитетни групи и използването на децентрализирани технологии. Значимо събитие от този период е конфронтацията по време на конференцията на СТО в Сиатъл през 1999 г. Английският учен Саймън Кричли заявява, че "съвременния анархизъм може да се разглежда като мощна критика срещу псевдолибертарианството на съвременния неолиберализъм... Може да се каже, че основна част от съвременния анархизмът е идеята за отговорност, независимо дали сексуална, екологична или социално-икономическа. Тя произтича от опита и знанието след равносметката за толкова години опустошение на света водено от Запада; то е етично възмущение от крещящите неравенства и масовото обедняване, което днес е толкова осезаемо, както на местно, така и на глобално равнище ".
Либертарианците в началото на 21 век са замесени в движението за алтерглобализъм, скуотърското движение; социалните центрове; инфошоповете (infoshops); групите за борба с бедността, като например Коалиция Срещу Бедността в Онтарио и Храна Не Бомби (Food Not Bombs); жилищни кооперативи; егалитарни общности; антисексистки организации; алтер медийни инициативи; компютърен активизъм (хактивизъм); експерименти в областта на икономиката на участието; антирасистки и антифашистки групи; активистки групи, защитаващи правата на имигрантите и за насърчаване на свободното движение на хора, като например Без Граници (No Border); работнически синдикати, контракултурни групи и т.н.